# Robert Falls
Robert Falls (Ashland, 2 marzo 1954) è un regista teatrale statunitense.

## Biografia
Figlio di Arthur Joseph Falls e Nancy Stribling, studiò drammaturgia e regia all'Università dell'Illinois. La sua carriera registica fu lanciata nel 1985 quando diresse Amleto al Wisdom Bridge Theatre, di cui fu direttore artistico dal 1977 al 1985. Dal 1985 al 2022 è stato il direttore artistico del Goodman Theatre di Chicago, dove ha diretto oltre una trentina di allestimenti e prodotto o co-prodotto oltre duecento opere teatrali.
Oltre ad aver diretto opere liriche in teatri di alto profilo come il Metropolitan Opera House e l'Opera di Chicago, Falls ha diretto numerosi drammi a Broadway, tra cui La rosa tatuata (1996), La notte dell'iguana (1996), The Young Man from Atlanta (1997), Morte di un commesso viaggiatore (1999), Lungo viaggio verso la notte (2003), American Buffalo (2008) e Desiderio sotto gli olmi (2009). Candidato a quattro Tony Award, ne ha ricevuto uno nel 1992 per il suo lavoro come direttore artistico a Chicago e un secondo nel 1999 per la sua regia di Morte di un commesso viaggiatore a Broadway.
È sposato con la scrittrice Kat Falls e la coppia ha avuto tre figli.